# Эксплуатационный минимум
Эксплуатационный минимум в авиации — минимальные значения высоты нижней границы облаков и горизонтальной видимости, при которых возможно выполнение взлётов, посадок и полётов по маршруту. До 2009 года использовался термин метеорологи́ческий ми́нимум (метеоми́нимум).
Минимум устанавливается раздельно для аэродрома, для типа воздушного судна, видов авиационных работ и для пилотов.
Для аэродрома минимум может устанавливаться раздельно для разных взлетно-посадочных полос и для разных схем захода на посадку.
Для аэродрома и для типа воздушного судна могут быть одновременно установлены различные минимумы в зависимости от исправности или неисправности используемых систем обеспечения полётов (связное и светосигнальное оборудование, радиомаяки, навигационные приборы и т. п.)
Для пилота минимум устанавливается отдельно для каждого типа воздушного судна, к полётам на котором он допущен. Кроме того, минимум пилота может быть установлен отдельно для полётов в качестве командира экипажа и для полётов в качестве второго пилота.
При принятии решения на вылет, полёте по маршруту, выполнении захода на посадку и в других случаях одновременно должны удовлетворяться все перечисленные минимумы, т.е. решение принимается по наивысшему из них.

## Историческая трактовка
В российских нормативных документах метеоминимум обозначался как «высота в метрах х видимость в метрах». Для пилота может быть дополнительно указано «взлёт…» — минимум горизонтальной видимости (в метрах), при котором пилоту разрешается взлетать. Например, если в свидетельстве пилота написано «Допущен к полётам командиром ВС Ту-154 по метеоминимуму 80x1000 взлёт 400», это означает, что пилоту при управлении самолётом соответствующего типа разрешено заходить на посадку при высоте нижней границы облаков 80 м и видимости на ВПП 1000 м, если минимум аэродрома (и самолёта) не хуже указанных параметров, и, кроме того, разрешается взлетать с аэродрома, если видимость на ВПП составляет не менее 400 метров.
Имеются существенные различия в методике расчёта метеоминимумов аэродромов и порядке опубликования в России и за рубежом (в частности, в США).

## Современная трактовка
В России с 2009 года вместо термина «метеоминимум» используется термин «эксплуатационный минимум» (аэродрома, посадочной площадки). Отличие от метеоминимума в том, что элементом эксплуатационного минимума вместо высоты нижней границы облаков является высота принятия решения (для точных заходов на посадку) или минимальная высота снижения (для неточных заходов).
Эксплуатационный минимум утверждается эксплуатантом воздушного судна (владельцем, авиакомпанией) и указывается в его руководстве по производству полетов.

Эксплуатационный минимум аэродрома (вертодрома, посадочной площадки) – ограничения использования аэродрома для:

а) взлёта, выражаемые в величинах дальности видимости на ВПП и (или) видимости и, при необходимости, параметрами облачности;

б) посадки при выполнении точных заходов на посадку и посадок, выражаемые в величинах видимости и (или) дальности видимости на ВПП и абсолютной (относительной) высоты принятия решения (DA/H), соответствующих эксплуатационной категории;

в) посадки при выполнении заходов на посадку и посадок с вертикальным наведением, выражаемые в величинах видимости и (или) дальности видимости на 
ВПП и абсолютной (относительной) высоты принятия решения (DA/H); 

г) посадки при выполнении неточных заходов на посадку и посадок, выражаемые в величинах видимости и (или) дальности видимости на ВПП, минимальной абсолютной (относительной) высоты снижения (МDA/H) и, при необходимости, параметрами облачности.
— 

## Минимумы категорий ИКАО для точного захода на посадку
Для упрощения формулировок требований к оборудованию самолётов и аэродромов ИКАО определила следующие категории минимумов при инструментальном заходе на посадку (категории обозначаются римскими цифрами и буквами латинского алфавита):
- Категория I — допускается посадка при дальности видимости на ВПП не менее 550 метров (или метеорологической дальности видимости не менее 800 метров) и высоте принятия решения не менее 60 метров. Самолёт, претендующий на получение I категории, должен обеспечивать полуавтоматическое снижение до высоты 60 метров.
- Категория II — допускается посадка при дальности видимости на ВПП не менее 300 метров и высоте принятия решения не менее 30 метров. Самолёт, претендующий на получение II категории, должен обеспечивать автоматическое снижение до высоты предпосадочного выравнивания.
- Категория IIIA — допускается посадка при дальности видимости на ВПП не менее 200 метров и высоте принятия решения не менее 30 метров. Самолёт, претендующий на получение IIIA категории, должен обеспечивать автоматическое снижение и предпосадочное выравнивание.
- Категория IIIB — допускается посадка при дальности видимости на ВПП не менее 50 метров и высоте принятия решения не менее 15 метров. Самолёт, претендующий на получение IIIB категории, должен обеспечивать автоматическое снижение, выравнивание и парирование сноса.
- Категория IIIC — допускается посадка при любых условиях видимости без ограничений (вплоть до «ноль на ноль», т.е. полного отсутствия видимости по горизонтали и вертикали). Самолёт, претендующий на получение IIIC категории, должен обеспечивать автоматическое снижение, выравнивание, посадку и руление по ВПП.

## Минимумы для неточного захода на посадку
Помимо инструментального захода на посадку, может выполняться также неточный заход на посадку; минимумы (аэродрома, воздушного судна, пилота) при этом более высокие. Такие минимумы рассчитываются по специальным методикам в зависимости от степени оборудованности аэродрома и воздушного судна радионавигационным оборудованием, наличия искусственных (телевышки, мачты, высокие здания и т. п.) и естественных (возвышенности) препятствий вблизи аэродрома, скорости захода воздушного судна на посадку.
Значения таких посадочных минимумов указываются в аэронавигационных сборниках для каждого конкретного аэродрома и конкретного класса воздушного судна. Типичные значения таковы:
- неточный заход на посадку по приводным радиостанциям (ОСП) — видимость 1500—2000 м, минимальная высота снижения 110—130 м;
- визуальный заход на посадку для самолётов 4 класса (Ан-2 и им подобные) и вертолётов всех типов — видимость 2000—3000 м, минимальная высота снижения 150—200 м;
- визуальный заход на посадку для самолётов 1, 2, 3 класса — видимость 3000—5000 м, минимальная высота снижения 200—600 м.

При расчёте минимума для визуального захода на посадку учитываются категории воздушных судов гражданской авиации в соответствии с правилами ИКАО. Воздушные суда подразделяются на категории в зависимости от классификационной скорости (скорость, в 1,3 раза превышающая скорость сваливания в посадочной конфигурации при максимальной сертифицированной посадочной массе). Категории обозначаются латинскими буквами А, В, С, D:
- А (классификационная скорость менее 169 км/ч) — Ан-2, Ан-28, Л-410, вертолёты.
- В (169—223 км/ч) — Як-40, Як-42, Ан-24, Ан-26, Ан-30, Ан-72, Ан-74, Ил-114.
- С (224—260 км/ч) — Ан-32, Ил-76.
- D (261—306 км/ч) — Ил-18, Ил-62, Ил-86, Ил-96, Ту-134, Ту-154, Ту-204, Ан-12, Ан-124.